# Belgisch kampioenschap wielrennen voor masters b

De Belgische kampioenentrui

Het Belgisch kampioenschap wielrennen voor Masters B is een jaarlijkse wielerwedstrijd in België voor renners met Belgische nationaliteit van 40 tot en met 49 jaar, die zelf voor dit statuut gekozen hebben. Er wordt gereden voor de nationale titel.

## Erelijst
| Jaar | Plaats    | Winnaar         | 2de              | 3de             |
| 2008 | Beauraing | Patrick De Boel | Georges Hauterat | Peter Hoydonckx |
| 2007 | Rekkem    | Franky Van Oyen | Wim De Waele     | Geert Joos      |
| ...  | ...       | ...             | ...              | ...             |